# Terry Brooks
Pour les articles homonymes, voir Brooks.
Œuvres principales
- Série Shannara
- Série Le Royaume magique de Landover

Terry Brooks, né le 8 janvier 1944 dans l'Illinois aux États-Unis, est un auteur américain de romans de fantasy.

## Biographie
Terry Brooks est né le 8 janvier 1944 dans la petite ville de Sterling dans l'Illinois aux États-Unis. Cette ville se trouve à environ cent cinquante kilomètres à l'ouest de Chicago. Bien qu'il ait toujours voulu être écrivain, il fait des études de droit et devient avocat dans un petit cabinet.  Terry écrit sa première histoire en CM1.
En 1965, il lit Le Seigneur des anneaux de J. R. R. Tolkien. C'est un déclic pour lui. Il veut désormais écrire de la Fantasy. Il utilise un mélange des histoires de Tolkien et de William Faulkner pour écrire son premier roman. Il passe sept ans à développer le livre.
Après avoir adressé le manuscrit de son premier roman L'Épée de Shannara aux éditions Ballantine, il reçoit au début du mois de novembre 1974, une lettre de l'auteur Lester del Rey, l'époux de Judy-Linn del Rey, la toute nouvelle directrice de la collection science-fiction/Fantasy. Il lui écrit :

« Laissez-moi vous dire en tout premier lieu que je considère votre manuscrit comme pouvant devenir le meilleur roman de Fantasy épique depuis Le Seigneur des anneaux de J. R. R. Tolkien. »

Lester del Rey aide ensuite Terry Brooks à rendre publiable son manuscrit. Vingt-huit mois plus tard, en avril 1977, L'Épée de Shannara sort en librairie. C'est un succès d'édition. Il devient le premier ouvrage de fiction à figurer sur la liste des best-sellers du New-York Times.
À la suite de ce succès, Judy-Linn del Rey lui commande une suite. Ce sera La Chanson de Loreleï, une histoire de jeune femme capable de créer des enchantements en chantant. Quelques semaines après avoir envoyé le manuscrit à ses éditeurs, Terry reçoit une lettre de Lester del Rey. Il lui annonce que son nouveau roman est un désastre. Terry Brooks est contraint d'abandonner ce texte et recommence depuis le début. Il écrit alors Les Pierres elfiques de Shannara, son meilleur roman à l'avis de nombreux lecteurs.
C'est en songeant aux chants des sirènes de la mythologie qu'il a l'idée de l'ingrédient principal de son roman suivant L'Enchantement de Shannara. Il s'agit d'un pouvoir magique qui change les choses grâce aux chants des deux personnages principaux.
En 1983, il soumet le synopsis intitulé Le roi Koden à ses éditeurs. Lester et Judy-Linn del Rey le détestent. À la fin de l'hiver 1984, Terry Brooks se rend donc chez ses éditeurs à New-York pour demander conseil. Lester del Rey lui donne une idée de roman. Il s'agit d'une histoire d'un homme qui achète un royaume magique dans un catalogue de Noël. Terry en fera son quatrième roman Royaume magique à vendre. Il se sert de sa propre personne comme modèle de son héros, l'avocat désabusé. Lester del Rey lui inspire le personnage de Meek, le vieux magicien qui vend le fameux royaume à l'avocat. Après la publication de ce roman, Terry Brooks déménage à Seattle et se consacre à l'écriture à plein temps. 
En 1986, son éditrice Judy-Linn del Rey décède. C'est Owen Lock, l'assistant de cette dernière qui la remplace. Owen lui propose au printemps 1991 d'écrire la novélisation du film Hook. Pour écrire le livre Terry Brooks n'est pas autorisé à rencontrer le scénariste, n'assiste pas au tournage et ne peut pas rencontrer le réalisateur et les acteurs. De plus le script est plusieurs fois modifié pendant qu'il écrit le roman. Son texte est ensuite relu par trois personnes anonymes du studio de production. Ceux-ci lui font parvenir leurs commentaires qui sont parfois diamétralement opposés. L'expérience est si éprouvante que durant les huit années suivantes, Terry Brooks jure qu'il ne fera plus jamais de novélisation de film. 
En août 1997, Terry Brooks écrit Running with the Demon (non traduit en français). Il change un peu de registre car il s'agit d'un roman de Fantasy contemporaine et sombre qui aborde les thèmes de l'intégration de la magie aux réalités de notre monde et du fait de grandir dans une petite ville du Midwest américain. C'est, selon lui, le meilleur livre qu'il a écrit.
En novembre 1997, George Lucas lui demande d'écrire la novélisation  de La Menace fantôme. Malgré la mauvaise expérience de Hook, il accepte. Cette fois-ci Terry Brooks est bien accueilli par les studios de production. Il peut même discuter longuement avec George Lucas du roman. Celui-ci lui demande d'ailleurs d'approfondir certains événements qu'il n'aura pas le temps de montrer dans le film. Terry Brooks termine le roman en mai 1998. 
En 2003, il  écrit Comme par magie, un livre mi-autobiographie, mi-manuel d'écriture.
Terry Brooks se voit récompensé par le prix World Fantasy grand maître 2017.
Terry Brooks est marié avec Judine et a quatre enfants. Son dernier fils, né en 1983, se nomme Alex. Son premier petit-fils se nomme Hunter. Il est né en 1995,,.

## Œuvres

### SérieShannara
Dans l'ordre chronologique des évènements :
- (en) Galaphile, 2025
- (en) Running with the Demon, 1997
- (en) A Knight of the Word, 1998
- (en) Angel Fire East, 1999
- (en) Armageddon's Children, 2006
- (en) The Elves of Cintra, 2007
- (en) The Gypsy Morph, 2008
- (en) Bearers of the Black Staff, 2010
- (en) The Measure of the Magic, 2011
- Le Premier Roi de Shannara, 2007 ((en) First King of Shannara, 1996)
- (en) Allanon’s Quest, 2012, Nouvelle
- L'Épée de Shannara, 1992 ((en) The Sword of Shannara, 1977)
- (en) The Black Irix, 2013, Nouvelle
- Les Pierres elfiques de Shannara, 1993 ((en) The Elfstones of Shannara, 1982)
- (en) The Weapons Master’s Choice, 2013, Nouvelle
- L'Enchantement de Shannara, 1994 ((en) The Wishsong of Shannara, 1985)
- Invincible, 2006 ((en) Indomitable, 2003), Nouvelle
- Le Spectre de Shannara, 2009 ((en) Dark Wraith of Shannara, 2008), Roman graphique
- Les Descendants de Shannara, 2004 ((en) The Scions of Shannara, 1990)
- Le Druide de Shannara, 2005 ((en) The Druid of Shannara, 1991)
- La Reine des elfes de Shannara, 2006 ((en) The Elf Queen of Shannara, 1992)
- Les Talismans de Shannara, 2006 ((en) The Talismans of Shannara, 1993)
- La Sorcière d'Ilse, 2008 ((en) Ilse Witch, 2000)
- Antrax, 2009 ((en) Antrax, 2001)
- Morgawr, 2009 ((en) Morgawr, 2002)
- Jarka Ruus, 2010 ((en) Jarka Ruus, 2003)
- Tanequil, 2011 ((en) Tanequil, 2004)
- Straken, 2011 ((en) Straken, 2005)
- (en) Wards of Faerie, 2012
- (en) Bloodfire Quest, 2013
- (en) Witch Wraith, 2013
- (en) The High Druid’s Blade, 2014[16]
- (en) The Darkling Child, 2015
- (en) The Sorcerer's Daughter, 2016
- (en) The Black Elfstone, 2017
- (en) The Skaar Invasion, 2018
- (en) The Stiehl Assassin, 2019
- (en) The Last Druid, 2020

Guide officiel de la série :
- (en) The World of Shannara, 2009Écrit avec Teresa Patterson.

### SérieLe Royaume magique de Landover
1. Royaume magique à vendre !, 1994 ((en) Magic Kingdom for Sale -- SOLD!, 1986)
2. La Licorne noire, 1995 ((en) The Black Unicorn, 1987)
3. Le Sceptre et le Sort, 1996 ((en) Wizard at Large, 1988)
4. La Boîte à malice, 1997 ((en) The Tangle Box, 1994)
5. Le Brouet des sorcières, 2003 ((en) Witches' Brew, 1995)
6. Princesse de Landover, 2009 ((en) A Princess of Landover, 2009)

### SérieViridian Deep
1. (en) Child of Light, 2021
2. (en) Daughter of Darkness, 2022

### Novélisations de film
- Hook, 1991 ((en) Hook, 1991)
- Star Wars, épisode I : La Menace fantôme, Presses de la Cité, 1999 ((en) Star Wars - Episode I - The Phantom Menace, 1999)  (ISBN 2-258-05229-7)Réédition, Fleuve noir, coll. « Star Wars » no 22, 1999 (ISBN 2-265-06849-7) ; réédition, Pocket, coll. « Star Wars » no 22, 1999 (ISBN 978-2-266-22748-3) ; réédition dans le recueil Intégrale épisodes I - II - III, Pocket, coll. « Star Wars » no 149, 2015 (ISBN 978-2-266-26219-4)

### Romans indépendants
- (en) Street Freaks, 2018

### Essai
- Comme par magie, 2010 ((en) Sometimes the Magic Works, 2003)